# Gürsu
Gürsu is een Turks district in de provincie Bursa en telt 50.039 inwoners (2007). Het district heeft een oppervlakte van 110,3 km².
De bevolkingsontwikkeling van het district is weergegeven in onderstaande tabel.
| 1997   | 2000   | 2007   |
| ------ | ------ | ------ |
| 26.593 | 28.087 | 50.039 |